# Hors saison
Pour les articles homonymes, voir Hors saison (homonymie).
Pour plus de détails, voir Fiche technique et Distribution.
Hors saison (Off Season) est un film franco-germano-suisse réalisé par Daniel Schmid et sorti en 1992.

## Synopsis
Un homme se rend dans l'hôtel abandonné, devant être prochainement détruit, que tenaient ses parents quarante ans auparavant. Ses souvenirs d'enfance ressurgissent.

## Fiche technique
- Titre allemand : Zwischensaison
- Titre anglais : Off Season
- Réalisation : Daniel Schmid
- Scénario : Daniel Schmid, Martin Suter
- Photographie : Renato Berta
- Musique : Peer Raben
- Montage : Daniela Roderer
- Durée : 95 minutes
- Dates de sortie :
  - 7 août 1992 (Locarno Festival)
  - 10 février 1993 (France)

## Distribution
- Sami Frey : Narrateur
- Maria Maddalena Fellini : Grandma
- Marisa Paredes : Sarah Bernhardt
- Geraldine Chaplin : Anarchiste
- Ingrid Caven : Lilo
- Andréa Ferréol : Mlle Gabriel
- Arielle Dombasle : Mme Studer
- Maurice Garrel : Grandpa
- Dieter Meier : Max
- Ulli Lommel : Prof. Malini
- Vittorio Mezzogiorno : Oncle Paul

## Critique
Pour Télérama, « Convaincu que la mémoire ne peut restituer fidèlement le passé, Daniel Schmid a pris le parti de le magnifier ».